# هيو بورتر (لاعب كريكت)
هيو بورتر (25 يناير 1911 في المملكة المتحدة - 8 يناير 1982 في المملكة المتحدة) (بالإنجليزية: Hugh Porter)‏ هو لاعب كريكت بريطاني وبريطاني (وحمل سابقاً جنسية المملكة المتحدة لبريطانيا العظمى وأيرلندا). لعب مع المقاطعات الوطنية للكريكيت الإنجليزي والويلزي ‏ وSuffolk County Cricket Club ‏.

## وصلات خارجية
- هيو بورتر على موقع إي آس بي آن كريك إنفو (الإنجليزية)